# Salakas
Salakas è una città del distretto di Zarasai della contea di Utena, nel nord-est della Lituania. Secondo un censimento del 2011, la popolazione ammonta a 519 abitanti.
L’insediamento è celebre per la Chiesa in stile neogotico di Maria Addolorata, costruita dal 1911.
Costituisce il centro principale dell’omonima seniūnija. L’area rientra nel parco regionale di Gražutė.

## Storia
Salakas inizia a formarsi come comunità tra il XII e il XIV secolo: viene menzionata per la prima volta nel 1422 da Henryk Łowmiański nella sua descrizione della Lituania.
Nel 1554 la città è citata ancora perché sulla strada che porta da Vilnius a Riga. Non v’è dubbio che una simile posizione abbia favorito la sua influenza.
La prima chiesa di Salakas è stata edificata nel 1496: fu costituita una parrocchia nello stesso periodo. Intorno al 1720 fu eretto pure un monastero, prevalentemente in legno e pietra che fu conclusa solo dopo una ventina d’anni e dunque verosimilmente vicino al 1740. Il monastero fu smantellato nel 1832.
Esiste una costante nella storia della contea di Utena in Lituania: la presenza di comunità ebraiche: questa iniziò a farsi sentire dai primi anni del XIX secolo fino a raggiungere una certa stabilità a livello percentuale tra il 30% e il 50% in tutti i decenni successivi.
A seguito della guerra polacco-lituana, il confine fu spostato di vari chilometri da Salakas.  Tra i problemi che seguirono, quello fondamentale per la comunità fu costituito da una decrescita continua del commercio.